# Долни Айдовец
Долни Айдовец (на словенски: Dolnji Ajdovec) е село в Словения, регион Югоизточна Словения, община Жужемберк. Според Националната статистическа служба на Република Словения през 2015 г. селото има 57 жители.